# Liste des ministères en Turquie
Cette liste présente la liste des ministères de la république de Turquie.
Le rang protocolaire des ministres se fait dans l'ordre alphabétique des intitulés en turc des ministères.

## Liste
Les 16 ministères du gouvernement Erdoğan IV sont :
- ministère de la Justice ;
- ministère de l'Intérieur ;
- ministère de la Défense nationale ;
- ministère de l'Éducation nationale ;
- ministère de la Santé ;
- ministère de l'Énergie et des Ressources naturelles ;
- ministère de l'Environnement et de l'Urbanisme ;
- ministère de la Culture et du Tourisme ;
- ministère de la Jeunesse et des Sports ;
- ministère du Trésor et des Finances ;
- ministère des Transports et des Infrastructures ;
- ministère des Affaires étrangères ;
- ministère de la Famille, du Travail et des Services sociaux (naquit d'une fusion du ministère de la Famille et des Politiques sociales et du ministère du Travail et Sécurité sociale le 10 juillet 2018)[1] ;
- ministère de l'Agriculture et des Forêts ;
- ministère de l'Industrie et de la Technologie ;
- ministère du Commerce.